# 海洋警察廳

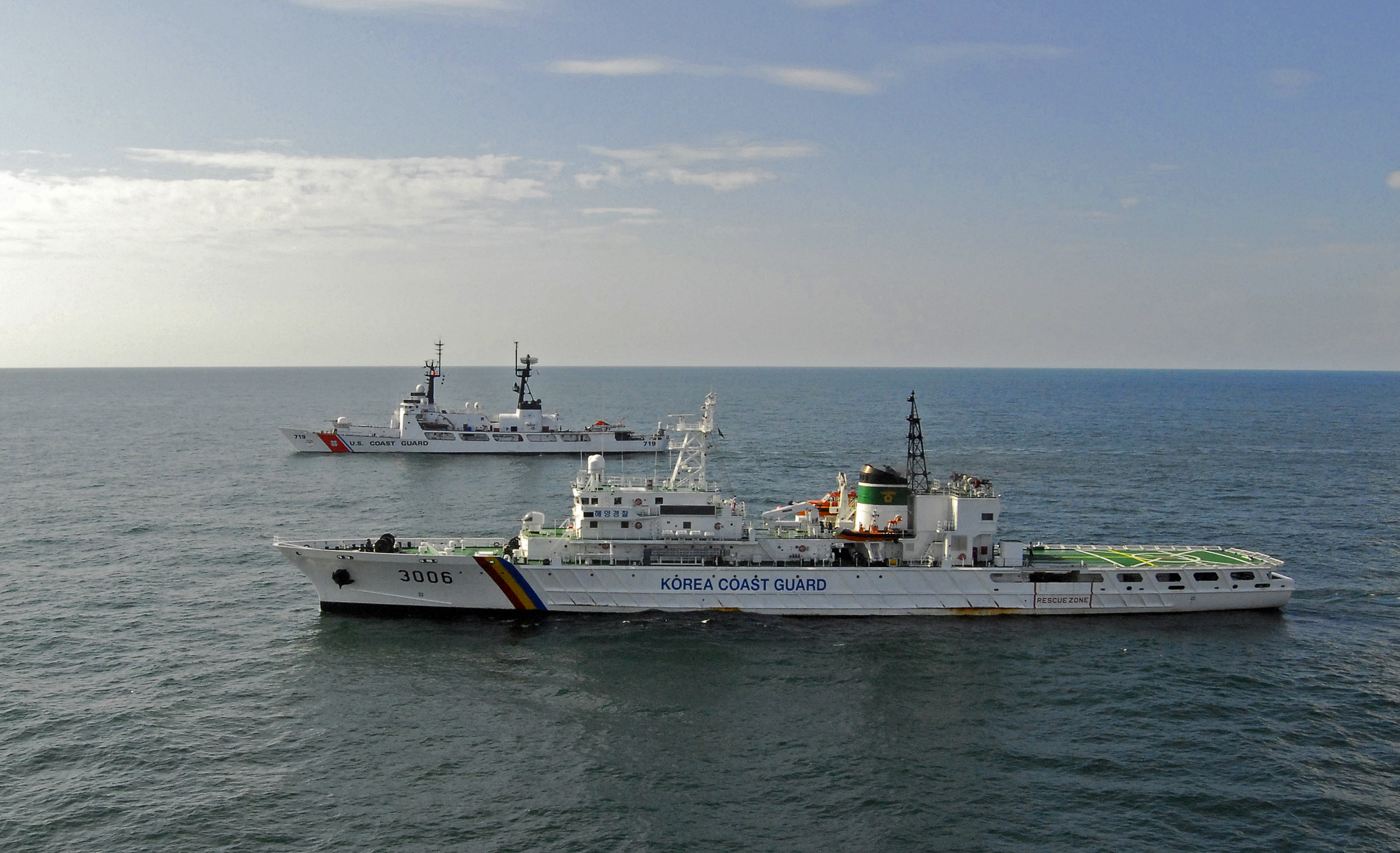
2007年北太平洋海岸警備論壇期間，韓國海洋警察廳3006號船（前），與美國海岸防衛隊Boutwell號一同航行。

海洋警察廳（韩语：／ Haeyang-gyeongchal-cheong */?），是韓國為維持海上安全及治安而設置的機構，非戰爭時期曾屬海洋水產部管轄，現為直屬韓國政府的行政機關。

## 歷史
1953年12月23日，韩国政府在釜山设立海洋警察局。與此同時，韓國警察廳成立警察厅水警隊。
1962年10月，海洋警察廳在仁川、麗水、浦項、群山市成立新行動基地; 其中航空隊由1963年2月至1980年代期間暫停運作。從1980年代起海洋警察廳船隊編制擴張。
韓國警察廳水警隊於1991年8月改名為韓國國家水警局，直至2007年合併入海洋警察廳止。船隊編制包括數艘3000公噸位以上的艦隻。
2008年5月，海洋警察局經過機構內部改組成立海洋警察厅，及新成立「搜救保養課」。 21世紀初期，由於中韓雙方在黃海發生專屬經濟區爭議問題，韓國海警曾多次扣押與逮捕被指控為「越界」、「濫捕」的中國籍漁船與船員，因而發生多次外交論戰。未來目標包括正策劃在2015年前引進多艘5000公噸位艦隻，及擴大其非對稱戰術隊伍，鼓勵其他執法部門的參與。
韓國海洋警察廳在2010年起應付中國船艇非法跨越水域事故，決定加強黃海的韓國領海巡邏。海洋警察廳總部設於仁川市松島東，共有7696名職員，進駐大韓民國沿海各海洋警察站。
2014年5月19日，韩国总统朴槿惠在就世越號沉沒事故向韩国国民发表的電視讲话中，宣布解散韩国海洋警察厅，韓國國會並於2014年11月7日修正通過「政府組織法」，將海洋警察廳的搜查和情報職能移交給警察廳，將海洋搜救、海洋警備職能移交給韩国國民安全處，国民安全处下设国民安全处海洋警備安全本部。2014年11月19日0時起，大韓民國海洋警察廳正式解散。
其后，韩国海警划归韩国安全行政部，组建安全行政部海洋警备安全本部。
2017年7月20日，韓國國會通過文在寅政府所提案修正的政府組織法，將海警部門改組為政府直屬的海洋警察廳。

## 目標
- 發展和維持行動能力，確保韓國領海主權。
- 獲認同為大韓民國海出保安的守護者。
- 成為東北亞最前衛的海上保安機構。
- 發展和遍佈負責區內海上搜救反應能力。
- 發展保存和保護海洋環境。
- 全面迎合公眾請求。
- 繼續改善海洋警察廳營運。

## 主要職責
- 航空及海事搜索及拯救
- 海上保安
- 海上環境保護──防止海上污染及防止污染海底生態。
- 國際事務──快速阻止海上跨界罪行，包括視乎跨境罪行趨勢、非法入境者阻截。
- 航運安全管理──提供海上旅遊和康樂空間一個無限保安。
- 海上污染緊急應變

## 組織
韓國海洋警察廳由一名廳長和一名副廳長率領。 並分為六個局和23個分區。 現時有13所警署、74間派出所、245間警崗。 另有一所韓國海洋警察學院、科研中心、維修局。

### 指揮體系
| - 廳長 - 次長 - 企劃調整官 - 國際協力官(國際合作) - 企劃擔當官 (企劃主任) - 財政擔當官 - 創造成果擔當官 - 人事教育擔當官 - 監査擔當官(會計主任) | - 營運支援課 - 警備安全局 - 警備課 - 捜索救助課 - 海上安全課 - 水上休閒課 - 情報捜査局 - 捜査課 - 刑事課 - 情報課 - 外事課 - 裝備技術局 - 戰略事業課 - 裝備課 - 航空課 - 情報通信課 - 海洋污染防災局 - 防災企画課 - 機動防災課 - 預防指導課 | - 海洋警察教育院 - 海洋警察研究所 - 東海地方海洋警察廳（江原道東海市） - 束草海洋警察署 - 東海海洋警察署 - 浦項海洋警察署 - 西海地方海洋警察廳（全羅南道木浦市） - 莞島海洋警察署 - 木浦海洋警察署 - 群山海洋警察署 - 泰安海洋警察署 - 保寧海洋警察署 - 平澤海洋警察署 - 南海地方海洋警察廳（釜山廣域市） - 蔚山海洋警察署 - 釜山海洋警察署 - 統營海洋警察署 - 麗水海洋警察署 - 昌原海洋警察署 - 濟州地方海洋警察廳（濟州特別自治道） - 濟州海洋警察署 - 西歸浦海洋警察署 - 仁川海洋警察署 - 海洋警察整備廠 |

### 階級
韓國海警的階級與韓國警察是同樣的，並適用於韓國的警察公務員法
| - 治安總監1名（廳長） - 治安正監1名（次長） - 治安監5名 - 警務官6名 - 總警48名 | - 警正 - 警監 - 警衛 - 警査 - 警長 - 巡警 |

## 設備
- 巡邏船
- 罪案應變艇
- 防污應變艇
- 6架定翼機、21架旋翼機

海洋警察廳使用四款1000公頓以上級別的巡邏艦，三款250公頓以上級別的巡邏艇，和三款公噸級別快速艇。 海洋警察廳亦有數艘特殊用途船隻，例如滅火輪、躉船、高速巡邏艇、氣墊船。目前最大的巡邏艇是5000噸級的參峰號，負責守備和日本有主權問題的獨島。

### 1000噸以上大型巡邏艦
| 等級                 | 船型           | 滿載排水量 | 數量 | 舷號、艦名         | 服役年份 | 建造船廠                                   | 隸屬             |
| -------------------- | -------------- | ---------- | ---- | ------------------ | -------- | ------------------------------------------ | ---------------- |
| 5,000噸級 (參峰級)   | 參峰型         | 6,350噸    | 2    | 5001 參峰          | 2002年   | 現代重工                                   | 東海海洋警察署   |
| 5,000噸級 (參峰級)   | 參峰型         | 6,500噸    | 2    | 5002 李清好        | 2015年   | 現代重工                                   | 西歸浦海洋警察署 |
| 3,000噸級 (太平洋級) | 太平洋一號型   | 3,268噸    | 1    | 3001 太平洋一號    | 1994年   | 現代重工 STX海洋造船 韓進重工              | 釜山海洋警察署   |
| 3,000噸級 (太平洋級) | 太平洋二號型   | 3,900噸    | 1    | 3002 太平洋二號    | 1998年   | 現代重工 STX海洋造船 韓進重工              | 濟州海洋警察署   |
| 3,000噸級 (太平洋級) | 太平洋三號型   | 3,900噸    | 4    | 3003 太平洋三號    | 2003年   | 現代重工 STX海洋造船 韓進重工              | 木浦海洋警察署   |
| 3,000噸級 (太平洋級) | 太平洋三號型   | 3,900噸    | 4    | 3005 太平洋五號    | 2004年   | 現代重工 STX海洋造船 韓進重工              | 仁川海洋警察署   |
| 3,000噸級 (太平洋級) | 太平洋三號型   | 3,900噸    | 4    | 3006 太平洋六號    | 2005年   | 現代重工 STX海洋造船 韓進重工              | 西歸浦海洋警察署 |
| 3,000噸級 (太平洋級) | 太平洋三號型   | 3,900噸    | 4    | 3007 太平洋七號    | 2006年   | 現代重工 STX海洋造船 韓進重工              | 東海海洋警察署   |
| 3,000噸級 (太平洋級) | 太平洋八號型   | 3,900噸    | 1    | 3008 太平洋八號    | 2008年   | 現代重工 STX海洋造船 韓進重工              | 仁川海洋警察署   |
| 3,000噸級 (太平洋級) | 太平洋九號型   | 3,900噸    | 3    | 3009 太平洋九號    | 2010年   | 現代重工 STX海洋造船 韓進重工              | 木浦海洋警察署   |
| 3,000噸級 (太平洋級) | 太平洋九號型   | 3,900噸    | 3    | 3010 太平洋十號    | 2010年   | 現代重工 STX海洋造船 韓進重工              | 群山海洋警察署   |
| 3,000噸級 (太平洋級) | 太平洋九號型   | 3,900噸    | 3    | 3012 太平洋十二號  | 2012年   | 現代重工 STX海洋造船 韓進重工              | 濟州海洋警察署   |
| 3,000噸級 (太平洋級) | 太平洋九號型   | 3,900噸    | 3    | 3013 太平洋十三號  | 2015年   | 現代重工 STX海洋造船 韓進重工              | 群山海洋警察署   |
| 3,000噸級 (太平洋級) | 太平洋九號型   | 3,900噸    | 3    | 3015 太平洋十五號  | 2015年   | 現代重工 STX海洋造船 韓進重工              | 木浦海洋警察署   |
| 3,000噸級 (太平洋級) | 太平洋十一號型 | 4,200噸    | 1    | 3011 海洋 (訓練艦) | 2012年   | 現代重工 STX海洋造船 韓進重工              | 仁川海洋警察署   |
| 1,500噸級 (濟民級)   | 濟民一號型     | 2,200噸    | 1    | 1501 濟民一號      | 1988年   | 大宇海洋造船 現代重工 STX海洋造船 韓進重工 |                  |
| 1,500噸級 (濟民級)   | 濟民二號型     | 2,246噸    | 1    | 1502 濟民二號      | 1996年   | 大宇海洋造船 現代重工 STX海洋造船 韓進重工 |                  |
| 1,500噸級 (濟民級)   | 濟民三號型     | 2,700噸    | 8    | 1503 濟民三號      | 2000年   | 大宇海洋造船 現代重工 STX海洋造船 韓進重工 |                  |
| 1,500噸級 (濟民級)   | 濟民三號型     | 2,700噸    | 8    | 1505 濟民五號      | 2001年   | 大宇海洋造船 現代重工 STX海洋造船 韓進重工 |                  |
| 1,500噸級 (濟民級)   | 濟民三號型     | 2,700噸    | 8    | 1506 濟民六號      | 2004年   | 大宇海洋造船 現代重工 STX海洋造船 韓進重工 |                  |
| 1,500噸級 (濟民級)   | 濟民三號型     | 2,700噸    | 8    | 1507 濟民七號      | 2004年   | 大宇海洋造船 現代重工 STX海洋造船 韓進重工 |                  |
| 1,500噸級 (濟民級)   | 濟民三號型     | 2,700噸    | 8    | 1508 濟民八號      | 2005年   | 大宇海洋造船 現代重工 STX海洋造船 韓進重工 |                  |
| 1,500噸級 (濟民級)   | 濟民三號型     | 2,700噸    | 8    | 1509 濟民九號      | 2007年   | 大宇海洋造船 現代重工 STX海洋造船 韓進重工 |                  |
| 1,500噸級 (濟民級)   | 濟民三號型     | 2,700噸    | 8    | 1510 濟民十號      | 2007年   | 大宇海洋造船 現代重工 STX海洋造船 韓進重工 |                  |
| 1,500噸級 (濟民級)   | 濟民三號型     | 2,700噸    | 8    | 1511 濟民十一號    | 2008年   | 大宇海洋造船 現代重工 STX海洋造船 韓進重工 |                  |
| 1,500噸級 (濟民級)   | 濟民十二號型   | 2,265噸    | 2    | 1512 濟民十二號    | 2011年   | 大宇海洋造船 現代重工 STX海洋造船 韓進重工 |                  |
| 1,500噸級 (濟民級)   | 濟民十二號型   | 2,265噸    | 2    | 1513 濟民十三號    | 2012年   | 大宇海洋造船 現代重工 STX海洋造船 韓進重工 |                  |
| 1,000噸級 (漢江級)   | 漢江一號型     | 1,530噸    | 2    | 1001 漢江一號      | 2012年   | 大宇海洋造船 現代重工 STX海洋造船 韓進重工 |                  |
| 1,000噸級 (漢江級)   | 漢江一號型     | 1,530噸    | 2    | 1002 漢江二號      | 2012年   | 大宇海洋造船 現代重工 STX海洋造船 韓進重工 |                  |
| 1,000噸級 (漢江級)   | 漢江三號型     | 1,600噸    | 2    | 1503 漢江三號      | 2013年   | 大宇海洋造船 現代重工 STX海洋造船 韓進重工 |                  |
| 1,000噸級 (漢江級)   | 漢江三號型     | 1,600噸    | 2    | 1005 漢江五號      | 2015年   | 大宇海洋造船 現代重工 STX海洋造船 韓進重工 |                  |
| 1,000噸級 (漢江級)   | 漢江六號型     | 1,630噸    | 1    | 1006 漢江六號      | 1997年   | 大宇海洋造船 現代重工 STX海洋造船 韓進重工 |                  |
| 1,000噸級 (漢江級)   | 漢江七號型     | 1,860噸    | 3    | 1007 漢江七號      | 2002年   | 大宇海洋造船 現代重工 STX海洋造船 韓進重工 |                  |
| 1,000噸級 (漢江級)   | 漢江七號型     | 1,860噸    | 3    | 1008 漢江八號      | 2004年   | 大宇海洋造船 現代重工 STX海洋造船 韓進重工 |                  |
| 1,000噸級 (漢江級)   | 漢江七號型     | 1,860噸    | 3    | 1009 漢江九號      | 2009年   | 大宇海洋造船 現代重工 STX海洋造船 韓進重工 |                  |
| 1,000噸級 (漢江級)   | 漢江十號型     | 1,530噸    | 1    | 1010 漢江十號      | 2012年   | 大宇海洋造船 現代重工 STX海洋造船 韓進重工 |                  |

### 飛行器
| 機型         | 種類       | 數量   | 巡航速度 | 乘客容量 | 滯空時間 | 最遠航程 | 備註          |
| 定翼機       | 定翼機     | 定翼機 | 定翼機   | 定翼機   | 定翼機   | 定翼機   | 定翼機        |
| ------------ | ---------- | ------ | -------- | -------- | -------- | -------- | ------------- |
| CL-604       | 救難機     | 1      | 833㎞/h  | 11       | 8小時    | 6,667㎞  |               |
| C-212        | 救難機     | 1      | 370㎞/h  | 7        | 5小時    | 1,482㎞  |               |
| CN-235       | 救難機     | 4      | 394㎞/h  | 12       | 7小時    | 2,037㎞  |               |
| 旋翼機       |            |        |          |          |          |          |               |
| Bell 412SP   | 救難直升機 | 1      | 218㎞/h  | 9        | 3.5小時  | 722㎞    |               |
| KA-32C       | 救難直升機 | 8      | 211㎞/h  | 12       | 4小時    | 852㎞    |               |
| AW139        | 救難直升機 | 2      | 305㎞/h  | 10       | 3.9小時  | 819㎞    |               |
| AS565MB      | 艦載直升機 | 5      | 296㎞/h  | 8        | 3.3小時  | 796㎞    |               |
| S-92         | 救難直升機 | 2      | 280㎞/h  | 19       | 6小時    | 1,000 ㎞ | 另有2架選擇權 |
| KUH-1 surion | 救難直升機 | 3      | 283㎞/h  | 17       |          | 775 ㎞   |               |

## 外部連結
- 韓國海洋警察廳官網 （页面存档备份，存于）
- 韓國綜藝節目《英雄豪傑》為海洋安全宣傳之「海上安全之歌」 （页面存档备份，存于）